# Chikkabantanahalli, Jagalur
Chikkabantanahalli là một làng thuộc tehsil Jagalur, huyện Davanagere, bang Karnataka, Ấn Độ.